# Tami Monroe
Tami Monroe (Nueva York; 6 de marzo de 1970) es una ex actriz pornográfica estadounidense y miembro del Salón de la Fama de AVN. Su hermana es la también retirada actriz porno Tara Monroe.